# Jürgen Nehls (Verwaltungsjurist)
Jürgen Julius Karl Nehls (* 27. Februar 1939 in Berlin; † 19. Februar 2015 in Bielefeld) war ein deutscher Jurist, Autor und Verfasser der Kapitalisierungstabellen nach Nehls.

## Leben
1958 machte Jürgen Nehls in Berlin-Moabit sein Abitur und begann Jura zu studieren. 1963 legte er sein erstes Staatsexamen ab.  1967 folgte das zweite Staatsexamen. Im Anschluss arbeitete er als Verwaltungsjurist in der Bezirksverwaltung Bielefeld der Holz-Berufsgenossenschaft (damals noch "Nordwestdeutsche Holzberufsgenossenschaft).
Jürgen Nehls erklärte sich 1990 bereit, in Erfurt eine Bezirksverwaltung der Berufsgenossenschaft und eine Dienststelle des Technischen Aufsichtsdienstes aufzubauen. Es gelang ihm, die neue Bezirksverwaltung bis zum 1. Januar 1991 weitgehend aufzubauen.
Seit 2002 war Jürgen Nehls Pensionär und lebte wieder in Bielefeld. Nehls war verheiratet und hatte drei erwachsene Kinder.

## Leistungen
- 1996 gründete Jürgen Nehls zusammen mit den anderen Mitgliedern des Sozialversicherungs-Stammtisches Erfurt (Treff Verantwortlicher im Bereich Sozialversicherung) den Verein „Freunde der Citadelle Petersberg zu Erfurt e. V.“ In erster Linie will der Verein das Bewusstsein für den Petersberg und seine Bedeutung wecken. Es wird eine sinnvolle Infrastruktur auf dem Gelände des Petersberges angestrebt. Gedacht ist einen – u. a. durch Veranstaltungen und Gastronomie – lebendigen Petersberg zu gestalten. Das schließt auch ein Überdenken der bisherigen willkürlichen Nutzung der Gebäude und Einrichtungen auf dem Petersberg ein. Ferner unterstützt der Verein die Bauhütte in ihren Bemühungen, den Petersberg auch mit Hilfe von ABM-Kräften zu erhalten.

- 2002 Verleihung des Verdienstkreuzes am Bande des Verdienstordens der Bundesrepublik Deutschland.

## Werke
- J. Nehls: SGB VII – Gesetzliche Unfallversicherung: Mit Nebenbestimmungen, Berufskrankheiten- und Fremdrentenrecht. DTV-Beck, München 2004, ISBN 978-3-423-05578-9.
- Jürgen Nehls, Sigrid Lehmann, Thomas Dieterich: Citadelle Petersberg zu Erfurt. Vht Verlagshaus Thüringen, Erfurt 1999, ISBN 978-3-89683-131-6.
- J. Nehls / C.T. Nehls: Kapitalisierungstabellen. Erich Schmidt Verlag, Berlin 1977, ISBN 978-3-503-01553-5.